# Philippusstift Essen

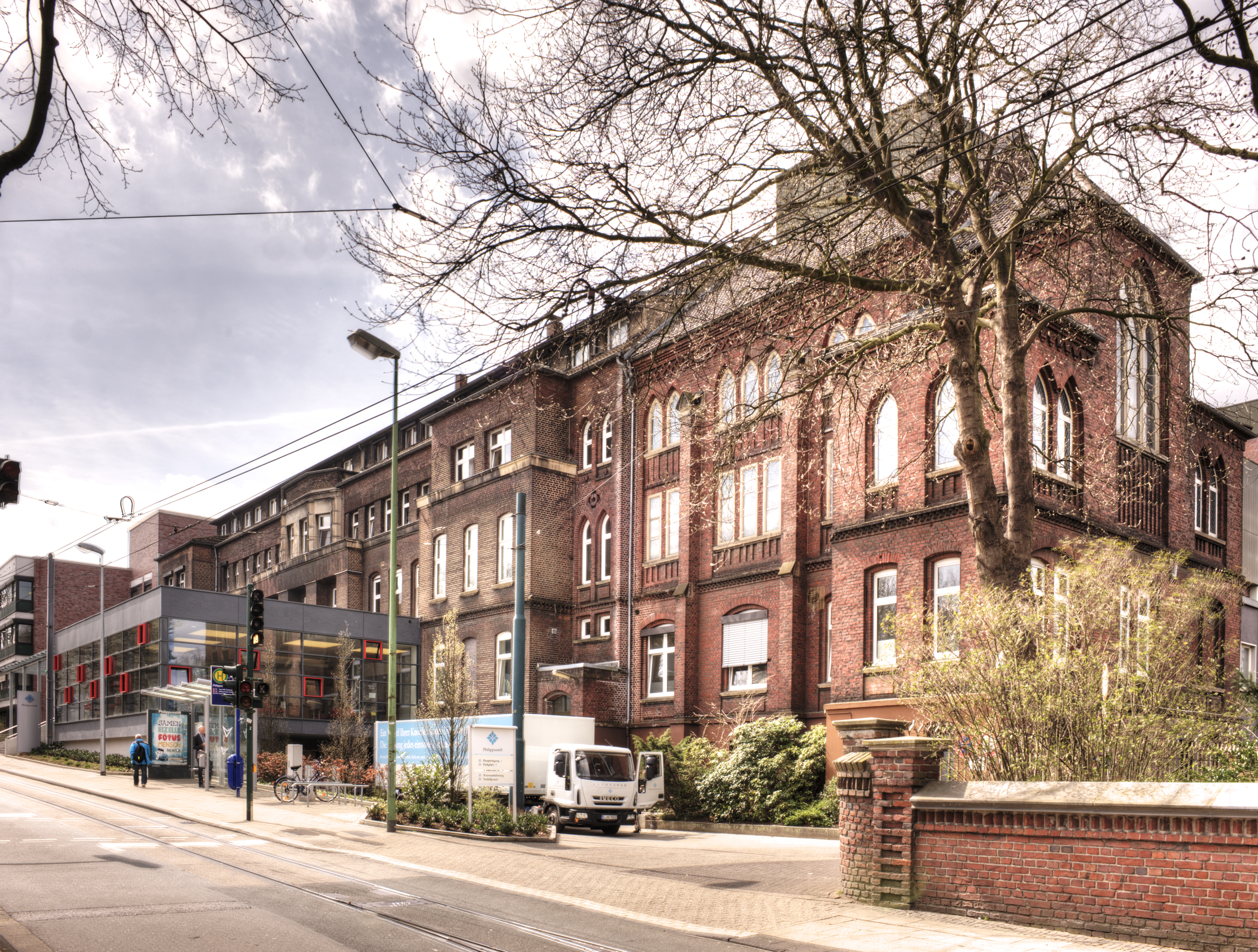
Philippusstift

Das Philippusstift ist ein Krankenhaus im Essener Stadtteil Borbeck-Mitte. Träger ist die Katholisches Klinikum Essen GmbH, die seit 2018 Teil der Contilia-Gruppe ist.

## Geschichte
Gegen den Widerstand des Borbecker Bürgermeisters Rudolf Heinrich, der für ein Krankenhaus in der Trägerschaft einer katholischen Kirchengemeinde keine Zukunft sah, betrieb die Pfarrei St. Dionyius dessen Errichtung und erhielt dazu am 15. Oktober 1892 die Genehmigung durch den Düsseldorfer Regierungspräsidenten, Eberhard von der Recke von der Horst. Noch im selben Jahr erfolgte die Grundsteinlegung.
Zu Allerheiligen 1893 begaben sich die ersten Patienten in die Obhut des zunächst einzigen Arztes. Das neue Krankenhaus wurde nach Philipp Kardinal Krementz, dem Erzbischof des Erzbistums Köln, benannt, der auf einer Visitationsreise im Juni 1893 die Baustelle besucht hatte. Um die zukünftige Finanzierung des Philippusstifts abzusichern, vererbte der Borbecker Pfarrer Karl Sonnenschein 1895 seinen gesamten Nachlass dem Krankenhaus.
Die Krankenpflege übernahm die Genossenschaft der Barmherzigen Schwestern von der hl. Elisabeth, welche zum 15. Dezember 1925 von den Hiltruper Missionsschwestern abgelöst wurde. Im Oktober 1984 wurde bekannt, dass die Ordensschwestern zum 30. April 1985 – ebenfalls wegen Nachwuchsmangels – abgezogen würden.
Deutschlandweite Beachtung erlangte das Philippusstift, als der Nervenarzt Ferdinand Segerath im Jahr 1925 die im Deutschen Reich erste psychiatrisch-neurologische Station in einem Allgemeinkrankenhaus eröffnete.
Bis zu Beginn des Zweiten Weltkriegs erfuhr das Krankenhaus mehrere Um- und Erweiterungsbauten, von denen der 1925/26 errichtete zentrale Neubau bis heute den Mittelpunkt des Gebäudeensembles bildet. Während des Kriegs wurden Teile des Philippusstiftes so schwer beschädigt, dass sie nicht wieder aufgebaut wurden. Deshalb gab es bereits Anfang der 1960er Jahre Überlegungen zu einem Klinikneubau auf einer landwirtschaftlichen Fläche, die das Haus bislang für seine Eigenversorgung nutzte. Diese Planentwicklung fand 1984 ihr Ende, als der Beschluss gefasst wurde, das Hauptgebäude von 1925/26 einer Generalsanierung zu unterziehen und mit einem neuen, 37 Millionen D-Mark teuren Anbau zukunftsfähig zu machen. Im Zuge dieser Sanierung wurde auch die Krankenhauskapelle renoviert, wobei der bildende Künstler Emil Wachter die Fenster gestaltete.

## Fachgebiete
Zu den Abteilungen zählen:
- Klinik für Anästhesie, Intensivmedizin und Notfallmedizin
- Chirurgische Klinik I – Allgemein-, Viszeral- und Gefäßchirurgie
- Chirurgische Klinik II – Orthopädie und Unfallchirurgie, Hand- und Fußchirurgie
- Medizinische Klinik II – Innere Medizin, Kardiologie, Angiologie, Rhythmologie und Gastroenterologie
- Klinik für Neurologie und klinische Neurophysiologie
- Klinik für Psychiatrie, Psychotherapie und Psychosomatische Medizin
- Radiologische Klinik II – Klinik für Radiologie

## Medizinisches Versorgungszentrum Essen-Nord-West gGmbH (MVZ)
Das Medizinische Versorgungszentrum des Katholischen Klinikums Essen (KKE) entstand im Jahr 2009 auf dem Gelände des Philippusstiftes in Borbeck aus einer Kooperation des KKE mit der von Familie Schmeck in dritter Generation geführten Facharztpraxis für Innere Medizin. In enger Verzahnung mit dem Leistungsspektrum des KKE wird die ambulante medizinische Versorgung in der näheren Region gewährleistet. Zur medizinischen Bandbreite des MVZ gehören als Schwerpunkte:
- Diagnostik und Therapie im Bereich der Gastroenterologie
- Diagnostik und Therapie von Diabetes mellitus und der Begleit- und Folgeerkrankungen
- Diagnostik und Therapie von Herz-, Kreislauf- und Gefäßerkrankungen
- Diagnostik und Therapie von Schilddrüsenerkrankungen
- Diagnostik des Schlafapnoe-Syndroms
- Röntgen
- Sportmedizin
- Physikalische und Rehabilitative Medizin
- Allergietestung und Hyposensibilisierung
- Reisemedizin und reisemedizinische Beratung
- Herzschrittmacherkontrollen
- Gelbfieberimpfstelle